# Doubtful Sound
Doubtful Sound (Maori: Patea) is de diepste fjord (421m) in het Fiordland National Park aan de Tasmanzee en is een van de meest gewaardeerde toeristische bestemmingen van Nieuw-Zeeland. In vergelijking met het bekendere Milford Sound beslaat Doubtful Sound een groter oppervlak (lengte 40,4 km) en biedt het meer variëteit aan landschappen. Haar relatief mindere bekendheid is merendeels te wijten aan de moeilijker bereikbaarheid: ofwel vanuit de zee met een boot, ofwel vanuit Manapouri met een boot over het Manapourimeer tot aan West Arm en van daaruit met een korte busreis over de afgelegen Wilmot Pass Road naar Deep Cove, het meest oostelijke punt van de sound.

## Geschiedenis
Doubtful Sound kreeg de naam 'Doubtful Harbour' in 1770 van kapitein James Cook, belast met het cartograferen van Nieuw-Zeeland. Hij twijfelde of hij, eens hij zou zijn binnengevaren, nog buiten zou kunnen raken tegen de dominante westenwinden in. Het werd later herdoopt door walvisvaarders.
Leden van een Spaanse wetenschappelijke expeditie maakten in 1793 de eerste kaart van de fjordmond aan en creëerden zo de enige cluster Spaanse namen op de kaart van Nieuw-Zeeland: Febrero Point, Bauza Island, Nee Islets, Pendulo Reach en Malaspina Reach. Volgens de Maorilegenden werd Doubtful Sound, net als de rest van Fjordland, in de rotsen uitgehouwen met een dissel door de godheid Tu Te Raki Whanoa.

## Geografische/geologische setting
Doubtful Sound is, in tegenstelling tot wat de naam suggereert, geen sound (zee-inham), maar een fjord. Waar een inham een fluviatiele (door een rivier) oorsprong heeft, is een fjord ontstaan door de erosieve werking van ijs onder de vorm van gletsjers. Er zijn drie duidelijke zijarmen die ontspringen aan de hoofdarm: Crooked Arm, Hall Arm en Bradshaw Sound.
Het landschap wordt gekenmerkt door een dramatisch reliëf met diepe valleien, weelderige begroeiing en hoge regenval (7,6 meter per jaar aan Deep Cove). Het aantal permanente watervallen is vrij laag, maar op dagen van hoge regenval wordt de sound geflankeerd door soms duizenden individuele watervalletjes. Voorbeelden van permanente watervallen zijn Helena Falls aan Deep Cove en Browne Falls (meer dan 600 meter hoog).
De regio is tektonisch heel actief, is onderhevig aan aardbevingen en wordt doorsneden met ontelbare breuklijnen, waarvan een indrukwekkend voorbeeld blootgesteld is aan de noordelijke flank. Het merendeel van de rotsen is opgebouwd uit hogegraads metamorf granuliet en gneiss, dikwijls geassocieerd met pegmatieten.

## Fauna en flora
Het water van Doubtful Sound wordt gekenmerkt door een donkergekleurde (tannine) zoetwaterlaag die boven op het zoute water drijft. Het gevolg daarvan is het ontstaan van een lichtschuwe diepwaterfauna en -flora dicht tegen het wateroppervlak. Bovendien herbergt de sound een permanente populatie bottlenose dolphins (tuimelaars) en fur seals  (zeeberen) en het is niet ongewoon er fjordlandkuifpinguïn en blauwe pinguïn waar te nemen.
De bergflanken bieden een unieke assemblage aan landfauna en -flora. Kenmerkend is de quasi bodemloze vegetatie van korstmossen, mossen, varens, boomvarens en bomen als Silver Beech (zilverbeuk) en Podocarpen (Podocarpaceae, Antarctische flora, Gondwana). Boomlawines zijn veelvoorkomend. Boven de boomgrens leeft een alpijnse vegetatie van Snow Tussock en kruiden zoals Alpine Daisy (alpijns madeliefje) en buttercup (boterbloem).
Inheemse vogelsoorten zoals de kiwi, toei, Bellbird, blue duck (blauwe eend) en brown teal (bruine taling) zijn vrij algemeen.
Geïntegreerde diersoorten zoals hermelijnen, muizen, ratten, herten en possums (koeskoezen) vormen een bedreiging voor de lokale fauna en flora en worden bejaagd. Dicht bij de mond van Doubtful Sound liggen Secretary Island, een 8140 ha groot eiland dat men recentelijk zo goed als pestvrij heeft gemaakt en het Marien Nationaal Park 'The Gut'. De sandfly (zandmug, knijt of kriebelmugje) is alom aanwezig.

## Toerisme

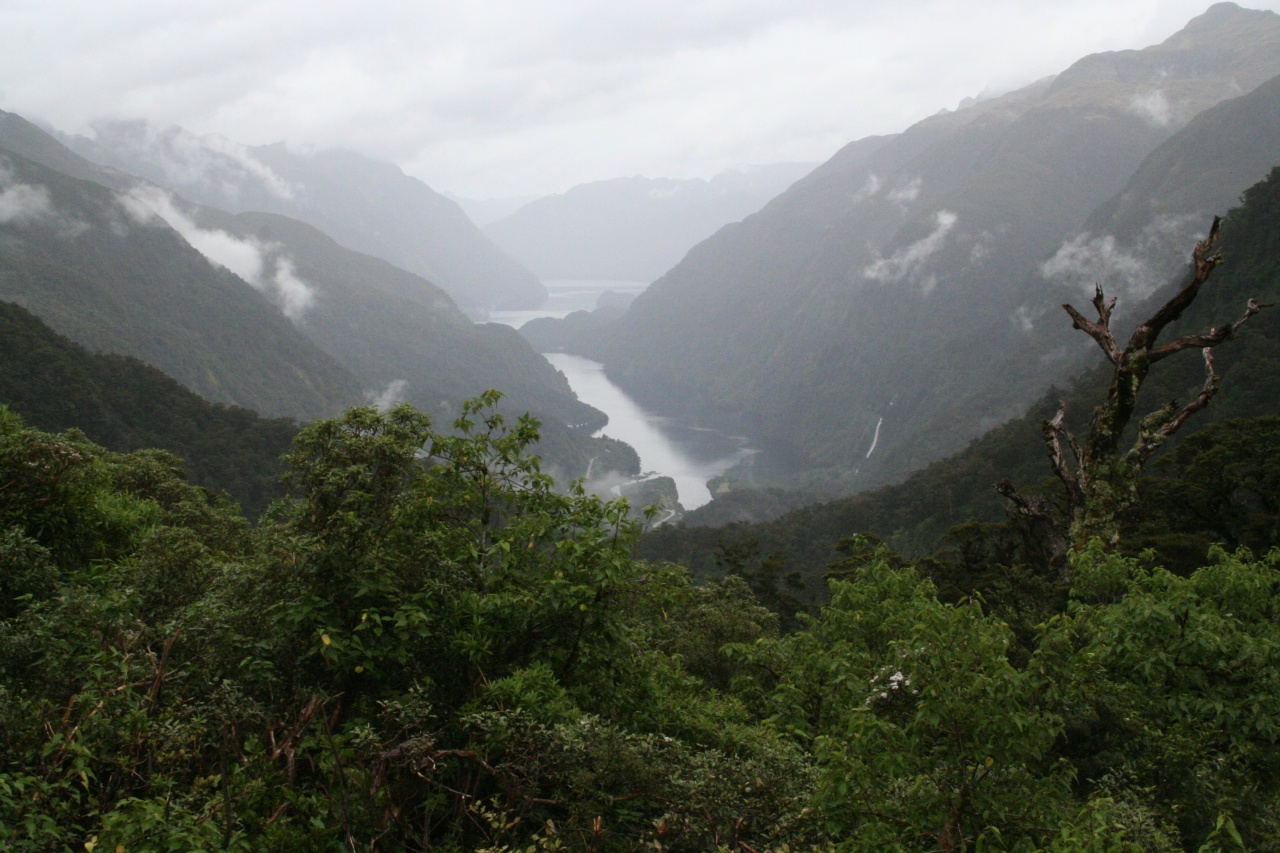
Deep Cove, nabij de Manapouriwaterkrachtcentrale

All-in dagcruises, kajaktrips en overnachtcruises worden georganiseerd vanuit Manapouri en landschapsvluchten vertrekken vanuit verschillende bestemmingen. Accommodatie en een aantal kortere wandeltochten zijn te vinden in Deep Cove; Deep Cove is ook de afvoer voor het water uit de Manapouriwaterkrachtcentrale.
West Arm, de meest westelijke arm van het Manapourimeer, is de locatie van de ondergrondse krachtcentrale zelf en is tevens het vertrek- of eindpunt van het uitdagende Dusky Track naar de gelijknamige Dusky Sound.